# Bodem

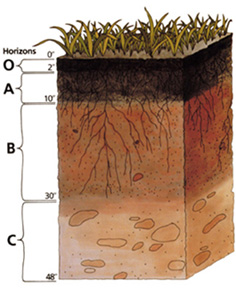
Bodemprofiel van de bovenlaag van het aardoppervlak

De bodem is de bovenste laag van de aardkorst, maar de definitie in de bodemkunde is specifieker, namelijk die laag van de aardkorst die door planten beworteld wordt (de rhizosfeer), of waarin zich bodemvormende processen afspelen.
Volgens deze definitie maakt vast gesteente en natte ongerijpte ('waarin zich geen bodem heeft gevormd') ondergrond van losse sedimenten geen onderdeel uit van de bodem.
De bodem is een belangrijk compartiment van ecosystemen. Bodemvormende processen leiden tot veranderingen in de samenstelling van de bodem, die onder andere zichtbaar worden in de vorming van bodemhorizonten. Voor het begrijpen van natuurlijke processen en de werking van ecosystemen is bodemkunde onontbeerlijk. 
De termen bodem en grond worden in de volksmond vaak door elkaar heen gebruikt, maar de laatste heeft een ruimere betekenis. De mens maakt op veel verschillende manieren gebruik van bodemfuncties.